# Gustav Schrader (Politiker, 1829)
Dietrich Georg Carl Gustav Schrader (* 20. Oktober 1829 in Moringen im Landkreis Northeim; † 29. April 1903 in Frankfurt am Main) war ein deutscher Jurist und Mitglied des Preußischen Abgeordnetenhauses.

## Leben
Gustav Schrader war ein Sohn des Konsistorialrats Ludolf Schrader (1800–1875) und dessen Ehefrau Charlotte Henriette Baurschmidt (1828–1891). Nach dem Studium der Rechtswissenschaften in Heidelberg und Göttingen, das er 1852 in Heidelberg mit der Promotion zum Dr. jur. abschloss, war er zunächst als Rechtsanwalt in Frankfurt tätig. Er wechselte in den Dienst der Stadt Frankfurt und wurde dort 1866 Stadtgerichtsrat.
Schrader engagierte sich politisch, wurde Mitglied der Deutschen Fortschrittspartei und war von 1862 bis 1866 Mitglied der Gesetzgebenden Versammlung. 1863/1864 war er Mitglied des Sekretariats.
Für den Wahlkreis Wiesbaden 1 hatte er von 1873 bis 1878 für die Deutsche Fortschrittspartei ein Mandat im Preußischen Abgeordnetenhaus.

## Öffentliche Ämter
1899 Präsident der Polytechnischen Gesellschaft